# Parque Nacional Semenawi Bahri

O Parque Nacional Semenawi Bahri é um parque nacional da Eritreia. Uma estrada alcatroada atravessa o parque para facilitar o transporte rodoviário. O parque também está equipado com centros de recreação em Meguo, Medhanit e Sabur. É  desconhecido pela maioria dos turistas nacionais e internacionais, contudo, os seus pontos turísticos incluem uma rica flora e fauna, especificamente no que toca à observação de aves.